# Arsenal de Sarandí
Arsenal Fútbol Club (normalt kendt som Arsenal de Sarandí eller bare Arsenal) er en argentinsk fodboldklub fra Buenos Aires-forstaden Sarandí. Klubben spiller i landets bedste liga, Primera División de Argentina, og har hjemmebane på stadionet Estadio Julio H. Grondona. Klubben blev grundlagt den 11. januar 1957, og er opkaldt efter den engelske storklub Arsenal F.C.
Arsenal de Sarandí har endnu aldrig vundet det argentinske mesterskab, men vandt i 2007 den internationale sydamerikanske turnering, Copa Sudamericana.

## Titler
- Copa Sudamericana (1): 2007

## Kendte spillere
| - Antonio Valentín Angelillo (1952-55) - Raúl Blanco (1962-66) - Jorge Burruchaga (1979-81) - Óscar Ibáñez (1986-92) - Gustavo Grondona (1989-90), (2002-03) - Carlos Ruiz (1993-08) - Darío Espínola (1993-) - Néstor Clausen (1997-98) - Silvio González (1998-99), (2002-03), (2005-06) - Alejandro Limia (1999-00), (2001-05) - Gastón Esmerado (1999-05) - Patricio González (1999-06) - Javier Morales (2000-03), (2004-05) - Martín Andrizzi (2002-03), (2007-08) - Germán Denis (2003-05) - Javier Gandolfi (2003-04), (2006-08) - Santiago Hirsig (2003-06) - Carlos Casteglione (2002-09) | - Jean-Jacques Pierre (2002) - Sebastián Rambert (2002-03) - José Luis Calderón (2004-05), (2007-08) - Víctor López (2004-06) - Cristian Llama (2004-07) - Jorge Núñez (2004-05) - Alejandro Gómez (2005-08) - Ibrahim Sekagya (2005-07) - Juan Pablo Caffa (2005-07) - Javier Yacuzzi (2005-) - Wilfredo Caballero (2006) - Mario Cuenca (2006-09) - Luis Pedro Figueroa (2007) - Aníbal Matellán (2007-) - Josimar Mosquera (2007-09) - Cristian Campestrini (2008-) - José Manuel Contreras (2008-09) |

## Danske spillere
- Ingen